# 五反田大映劇場
五反田大映劇場（ごたんだだいえいげきじょう）は、かつて存在した日本の映画館である。第二次世界大戦後の1955年（昭和30年）12月27日、東京都品川区五反田（現在の東五反田）に大映の直営館として開館した。1968年（昭和43年）には同社の一連の資産売却のため、わずか13年で閉館した。同社は、大戦中にも大崎大映劇場（おおさきだいえいげきじょう）を同区大崎本町（現在の西五反田）に直営していたが、この源流にあたる1928年（昭和3年）前後に開館した五反田館（ごたんだかん）についても、本項で詳述する。

## 沿革
- 1928年前後 - 五反田館開館[8][9][10]
- 1934年前後 - 五反田大都館と改称[12]
- 1942年1月27日 - 大日本映画製作株式会社（大映）設立
  - 同年 - 大崎大映劇場と改称[13]
- 1945年5月24日 - 空襲により全焼・閉館[14]
- 1955年12月27日 - 五反田大映劇場開館[1][2][3]
- 1968年 - 閉館・売却[4][5][6]

## データ

### 五反田館・大崎大映劇場
- 所在地 : 東京府東京市品川区大崎本町1丁目79番地[12][13]
  - 開館当時の同府荏原郡大崎町大字谷山43番地[8][9][11]、現在の西五反田2丁目32番

北緯35度37分30秒 東経139度43分16秒 / 北緯35.62500度 東経139.72111度
- 経営 : 
  1. 磯崎興行部 （五反田館）[8]
  2. 加藤作治 （五反田館）[9]
  3. 篠崎健吉 （五反田館）[11]
  4. 河合徳三郎 （五反田大都館）[12]
  5. 大映 （大崎大映劇場）[13]
- 構造 : 木造
- 観客定員数 : 423名（1930年[9]） ⇒ 347名（1941年[12] - 1943年[13]）

### 五反田大映劇場
- 所在地 : 東京都品川区東五反田2丁目3番[3]、現在の「五反田中央ビル」の位置[15][16][17]
  - 開館当時の五反田1丁目254番地[2]

北緯35度37分32秒 東経139度43分35秒 / 北緯35.62556度 東経139.72639度
- 経営 : 大映興行
- 支配人 : 
  1. 岩田弘 （1955年[2] - 1962年）
  2. 長塚元雄 （1962年 - 1963年）
  3. 磯野好生 （1963年[3] - 1968年）
- 構造 : 鉄筋コンクリート造三階建[2][3]
- 観客定員数 : 817名（1961年[2]） ⇒ 768名（1967年[3]）

## 概要

### 五反田館の時代
正確な時期は不明であるが、日活の作品を上映する大崎館（下大崎377番地）、松竹キネマ・帝国キネマ演芸の作品を上映する大崎キネマ（のちの大崎松竹映画劇場、桐ヶ谷354番地）、東亜キネマおよびマキノ・プロダクションの作品を上映する龜齢館（桐ヶ谷696番地）の3館が存在した東京府荏原郡大崎町に新たに五反田館が加わったのは、1929年（昭和4年）に発行された『日本映画事業総覧 昭和三・四年版』からである。1928年（昭和3年）前後の開館、同書によれば当時の経営は磯崎興行部、支配人・観客定員数の記述はなく、興行系統は東亜キネマであった。1930年（昭和5年）には、同館の経営は加藤作治の個人経営、観客定員数は423名、興行系統は東亜キネマに加えて河合映画製作社の作品を上映した。当時の住居表示による所在地は、東京府荏原郡大崎町谷山43番地であった。
1932年（昭和7年）6月21日、同館で争議が起こっている。同年7月11日には解決しているが、当時の警視総監である藤沼庄平による報告書によれば、当時の同館の経営者は篠崎健吉であった。同年10月1日、荏原郡全域が東京市に編入されたため、同館が所在した大崎町は品川区の一部となった。篠崎はその後、同館を手放しており、1933年（昭和8年）6月に河合映画製作社を大都映画に改組した、河合徳三郎の手に経営が移っている。同館は、1934年（昭和8年）前後の時期に五反田大都館と改称している。
1942年（昭和17年）には第二次世界大戦による戦時統制が敷かれ、日本におけるすべての映画が同年2月1日に設立された社団法人映画配給社の配給になり、すべての映画館が紅系・白系の2系統に組み入れられるが、同年発行の『映画年鑑 昭和十七年版』には、同館の興行系統については記載されていない。同書によれば、同館の経営は河合徳三郎であり、支配人は斎藤長蔵、観客定員数は347名、所在地の当時の住居表示は大崎本町1丁目79番地であった。同年1月27日には、大都映画が、新興キネマ、日活の撮影所部門と合併して、大日本映画製作株式会社（大映）を設立しており、同年には大崎大映劇場と改称、経営も大映の直営館に変わった。大戦末期の1945年（昭和20年）5月24日、五反田地区を襲った空襲により同館は全焼、閉館を余儀なくされた。約17年にわたる同館の歴史は、ここでいったん幕を閉じる。

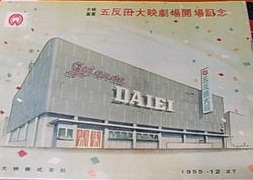
『五反田大映劇場開場記念』（1955年12月27日）の表紙。

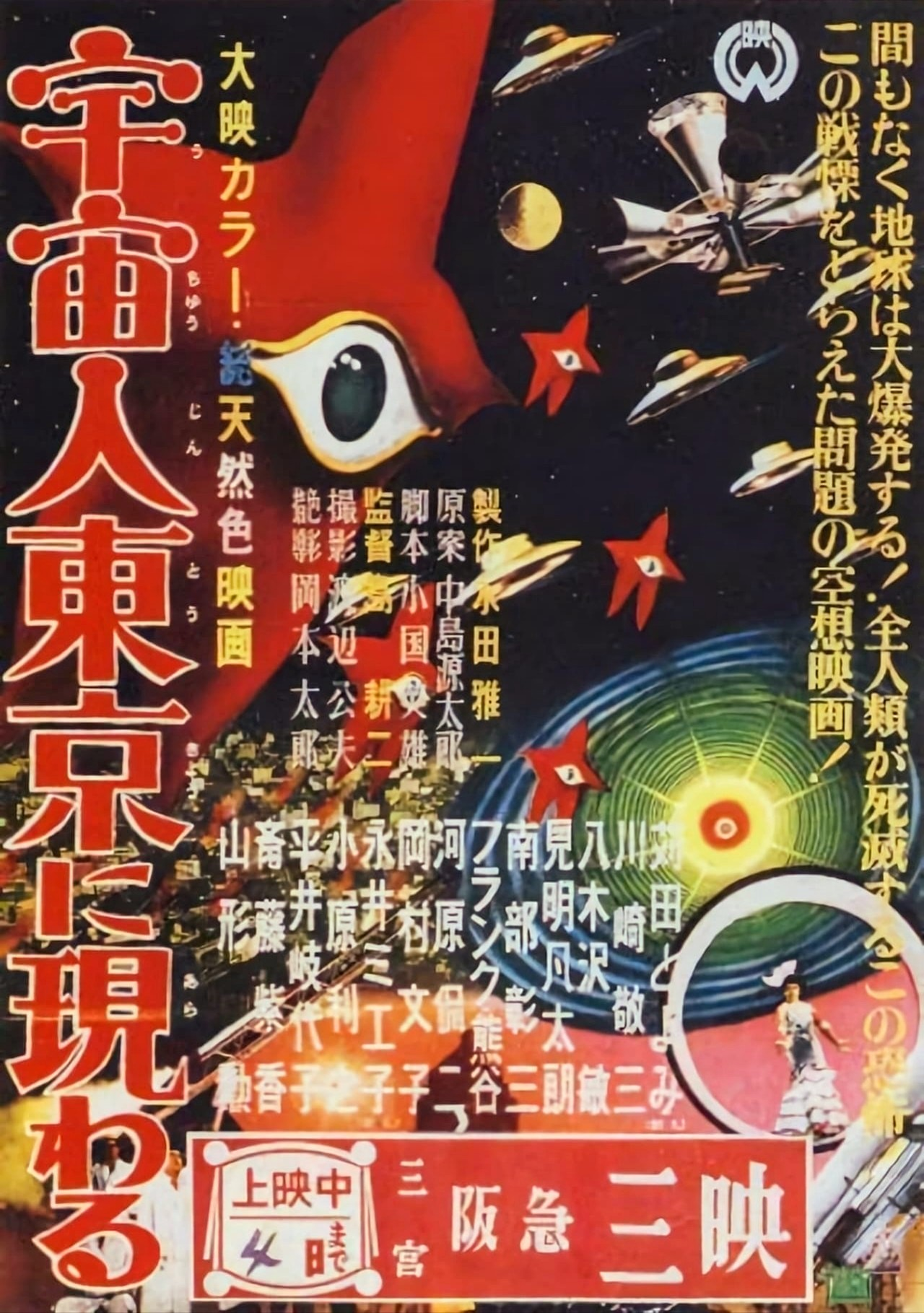
1956年（昭和31年）1月29日に公開された『宇宙人東京に現わる』（監督島耕二）のポスター（三宮・三映のもの）。

### 新生・五反田大映劇場の時代
空襲の爪痕深い五反田地区では、戦前から五島慶太が経営していた東宝五反田映画劇場を五反田東横映画劇場（のちの五反田東映劇場、五反田2丁目377番地、1946年1月復興・開館）として、同じく籏栄吉が経営していた五反田劇場（五反田1丁目261番地、1947年7月復興・開館）の2館が、いち早く復興していた。1950年（昭和25年）6月には東京セントラル劇場（のちの五反田日活劇場、五反田2丁目367番地、経営・中央映画興行）、1952年（昭和27年）10月には五反田名画座（五反田1丁目260番地、経営・鈴木聰子）、1954年（昭和29年）8月には五反田オリンピア映画劇場（五反田1丁目152番地、経営・東洋興業）がそれぞれ開館し、同地区の映画館はすでに5館に増えていた。
大映では、1954年7月に直営館を経営するための興行子会社として大映興行株式会社を設立、翌1955年（昭和30年）12月27日、東京都品川区五反田1丁目254番地（現在の東五反田2丁目3番）に新築・開業したのが五反田大映劇場であった。同館は、鉄筋コンクリート造三階建、観客定員数817名の映画館であり、当時の同地区の映画館のうちでも最大規模の映画館であった。五反田駅から東へ伸びる八ッ山通り（東京都道317号環状六号線）に面しており、五反田劇場・五反田名画座の次に駅に近い立地であった。翌28日公開の『十代の反抗』（監督田中重雄）および『弾痕街』（監督斎村和彦）で幕を開けた。同館が開館記念で発行したパンフレットの裏表紙には、翌1956年（昭和31年）1月29日に公開された『宇宙人東京に現わる』（監督島耕二）の広告がフルカラーで掲載されていた。同地域の映画館は合計6館の時代を迎えた。
同地域の映画館産業のピークはこのあと急速に過ぎ去り、1961年（昭和36年）には後発組の五反田オリンピア映画劇場が早々と閉館している。1968年（昭和43年）、大映の経営不振のため、一連の資産売却により横浜大映劇場ほかとともに売却され、開館以来わずか13年で閉館した。跡地には、1975年（昭和50年）7月、五反田中央ビルが竣工し、現在に至る（2013年7月）。